# Komisja Jean-Claude’a Junckera
Komisja Jean-Claude’a Junckera – Komisja Europejska, której pięcioletnia kadencja rozpoczęła się 1 listopada 2014.

## Powołanie przewodniczącego
W okresie poprzedzającym wybory do Parlamentu Europejskiego w 2014 główne europejskie partie polityczne postanowiły z góry podać swoich kandydatów na przewodniczącego Komisji Europejskiej. Było to związane z przyznaniem Parlamentowi Europejskiemu nowych uprawnień zgodnie z traktatem lizbońskim, w tym właśnie kompetencji wyboru przewodniczącego KE. W skali całej Unii Europejskiej wybory wygrała Europejska Partia Ludowa (EPP), której kandydatem był Jean-Claude Juncker. 27 czerwca 2014 były premier Luksemburga został nominowany przez Radę Europejską do objęcia tego stanowiska. 15 lipca 2014 Parlament Europejski wybrał go na ten urząd, powierzając mu sformowanie nowej Komisji Europejskiej.

## Wybór komisarzy
10 września 2014 Jean-Claude Juncker ogłosił oficjalnie proponowany skład oraz podział tek między komisarzy. Przed objęciem urzędu każdy z nich został przesłuchany i zaopiniowany przez właściwe komisje Parlamentu Europejskiego. W proponowanym składzie jako przedstawiciel Słowenii znalazła się ustępująca premier tego kraju, Alenka Bratušek, kandydująca na wiceprzewodniczącą KE oraz komisarz ds. unii energetycznej. 8 października 2014 jej kandydatura została wycofana z powodu sprzeciwu Parlamentu Europejskiego, a także niechęci do jej kandydatury ze strony nowego słoweńskiego rządu, który rekomendował następnie kandydaturę Violety Bulc. Nowej słoweńskiej kandydatce powierzono ostatecznie tekę komisarza ds. transportu. Mający objąć to stanowisko Słowak Maroš Šefčovič otrzymał natomiast stanowiska wiceprzewodniczącego KE i komisarza ds. unii energetycznej. Tekę węgierskiego komisarza uzupełniono o kwestię sportu, natomiast odebrano mu sprawy obywatelstwa na rzecz przedstawiciela Grecji.
22 października 2014 Parlament Europejski przy 423 głosach za, 209 przeciw i 67 wstrzymujących się zaaprobował nową Komisję Europejską.

## Skład
| imię i nazwisko          | państwo         | stanowisko | europejska przynależność polityczna                 | krajowa przynależność polityczna       |
| ------------------------ | --------------- | --- | --------------------------------------------------- | -------------------------------------- |
| Jean-Claude Juncker      | Luksemburg      | Przewodniczący Komisji Europejskiej | Europejska Partia Ludowa                            | Chrześcijańsko-Społeczna Partia Ludowa |
| Federica Mogherini       | Włochy          | wysoki przedstawiciel Unii do spraw zagranicznych i polityki bezpieczeństwa                                                                             | Partia Europejskich Socjalistów                     | Partia Demokratyczna                   |
| Frans Timmermans         | Holandia        | pierwszy wiceprzewodniczący komisarz ds. lepszej regulacji, rządów prawa i Karty Praw Podstawowych                                                      | Partia Europejskich Socjalistów                     | Partia Pracy                           |
| Maroš Šefčovič           | Słowacja        | wiceprzewodniczący komisarz ds. unii energetycznej | Partia Europejskich Socjalistów                     | SMER – sociálna demokracia             |
| Jyrki Katainen           | Finlandia       | wiceprzewodniczący komisarz ds. miejsc pracy, wzrostu, inwestycji i konkurencyjności                                                                    | Europejska Partia Ludowa                            | Partia Koalicji Narodowej              |
| Valdis Dombrovskis       | Łotwa           | wiceprzewodniczący komisarz. ds. euro i dialogu społecznego komisarz ds. stabilności finansowej, usług finansowych i unii rynków kapitałowych (od 2016) | Europejska Partia Ludowa                            | Jedność                                |
| Věra Jourová             | Czechy          | komisarz ds. sprawiedliwości, spraw konsumenckich i równości płci                                                                                       | Porozumienie Liberałów i Demokratów na rzecz Europy | ANO 2011                               |
| Günther Oettinger        | Niemcy          | komisarz ds. gospodarki cyfrowej i społeczeństwa cyfrowego (do 2016) komisarz ds. budżetu i zasobów ludzkich (od 2017)                                  | Europejska Partia Ludowa                            | Unia Chrześcijańsko-Demokratyczna      |
| Pierre Moscovici         | Francja         | komisarz ds. ekonomicznych i finansowych, podatków i ceł                                                                                                | Partia Europejskich Socjalistów                     | Partia Socjalistyczna                  |
| Marianne Thyssen         | Belgia          | komisarz ds. zatrudnienia, spraw społecznych, umiejętności i mobilności pracowników                                                                     | Europejska Partia Ludowa                            | Chrześcijańscy Demokraci i Flamandowie |
| Johannes Hahn            | Austria         | komisarz ds. Europejskiej Polityki Sąsiedztwa i negocjacji akcesyjnych                                                                                  | Europejska Partia Ludowa                            | Austriacka Partia Ludowa               |
| Dimitris Awramopulos     | Grecja          | komisarz ds. migracji, spraw wewnętrznych i obywatelstwa                                                                                                | Europejska Partia Ludowa                            | Nowa Demokracja                        |
| Vytenis Andriukaitis     | Litwa           | komisarz ds. zdrowia i bezpieczeństwa żywności | Partia Europejskich Socjalistów                     | Litewska Partia Socjaldemokratyczna    |
| Julian King (od 2016)    | Wielka Brytania | komisarz ds. unii bezpieczeństwa | Europejscy Konserwatyści i Reformatorzy             | bezpartyjny                            |
| Elżbieta Bieńkowska      | Polska          | komisarz ds. rynku wewnętrznego, przemysłu, przedsiębiorczości oraz małych i średnich przedsiębiorstw                                                   | Europejska Partia Ludowa                            | bezpartyjna                            |
| Miguel Arias Cañete      | Hiszpania       | komisarz ds. działań w dziedzinie klimatu i energii | Europejska Partia Ludowa                            | Partia Ludowa                          |
| Neven Mimica             | Chorwacja       | komisarz ds. współpracy międzynarodowej i rozwoju | Partia Europejskich Socjalistów                     | Socjaldemokratyczna Partia Chorwacji   |
| Margrethe Vestager       | Dania           | komisarz ds. konkurencji | Porozumienie Liberałów i Demokratów na rzecz Europy | Det Radikale Venstre                   |
| Violeta Bulc             | Słowenia        | komisarz ds. transportu | Porozumienie Liberałów i Demokratów na rzecz Europy | Partia Nowoczesnego Centrum            |
| Cecilia Malmström        | Szwecja         | komisarz ds. handlu | Porozumienie Liberałów i Demokratów na rzecz Europy | Ludowa Partia Liberałów                |
| Karmenu Vella            | Malta           | komisarz ds. środowiska, gospodarki morskiej i rybołówstwa                                                                                              | Partia Europejskich Socjalistów                     | Partia Pracy                           |
| Tibor Navracsics         | Węgry           | komisarz ds. edukacji, kultury, młodzieży i sportu | Europejska Partia Ludowa                            | Fidesz                                 |
| Carlos Moedas            | Portugalia      | komisarz ds. badań, nauki i innowacji | Europejska Partia Ludowa                            | Partia Socjaldemokratyczna             |
| Phil Hogan               | Irlandia        | komisarz ds. rolnictwa i rozwoju wsi | Europejska Partia Ludowa                            | Fine Gael                              |
| Christos Stilianidis     | Cypr            | komisarz ds. pomocy humanitarnej i zarządzania kryzysowego                                                                                              | Europejska Partia Ludowa                            | Zgromadzenie Demokratyczne             |
| Marija Gabriel (od 2017) | Bułgaria        | komisarz ds. gospodarki cyfrowej i społeczeństwa cyfrowego                                                                                              | Europejska Partia Ludowa                            | GERB                                   |

## Byli członkowie KE
| imię i nazwisko                | państwo         | stanowisko                                                                        | europejska przynależność polityczna                 | krajowa przynależność polityczna |
| ------------------------------ | --------------- | --------------------------------------------------------------------------------- | --------------------------------------------------- | -------------------------------- |
| Kristalina Georgiewa (do 2016) | Bułgaria        | wiceprzewodnicząca komisarz ds. budżetu i zasobów ludzkich                        | Europejska Partia Ludowa                            | bezpartyjna                      |
| Jonathan Hill (do 2016)        | Wielka Brytania | komisarz ds. stabilności finansowej, usług finansowych i unii rynków kapitałowych | Europejscy Konserwatyści i Reformatorzy             | Partia Konserwatywna             |
| Andrus Ansip (do 2019)         | Estonia         | wiceprzewodniczący komisarz ds. jednolitego rynku cyfrowego                       | Porozumienie Liberałów i Demokratów na rzecz Europy | Estońska Partia Reform           |
| Corina Crețu (do 2019)         | Rumunia         | komisarz ds. polityki regionalnej                                                 | Partia Europejskich Socjalistów                     | Partia Socjaldemokratyczna       |